# Niemiarowość zatokowa

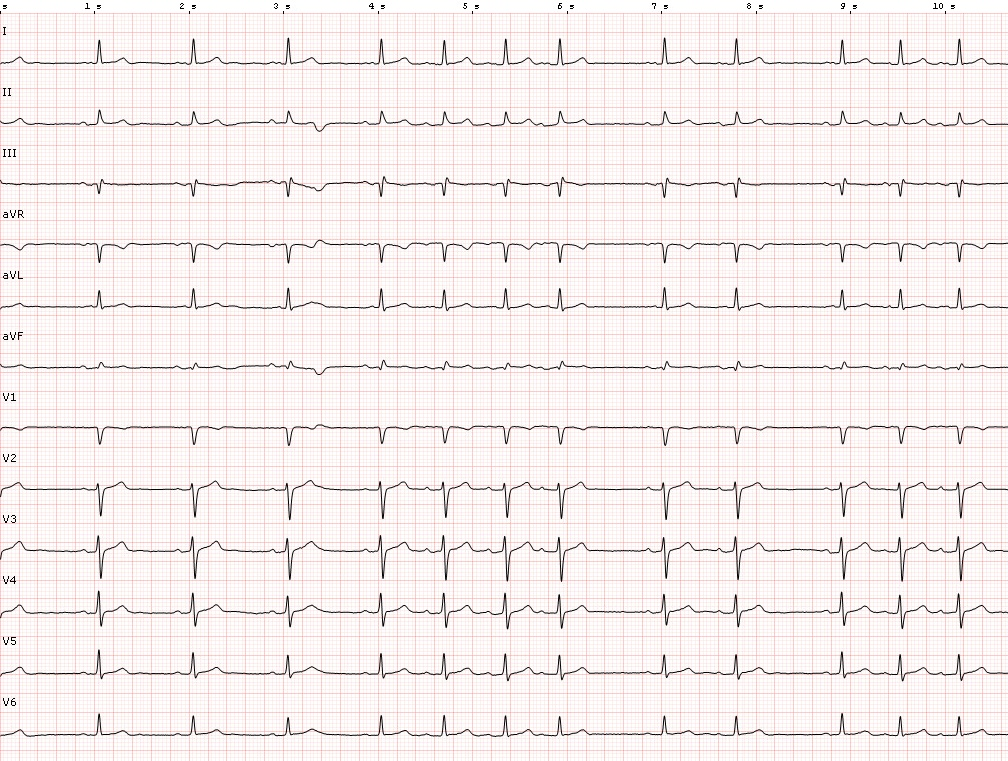

Niemiarowość zatokowa oddechowa – fizjologiczna, niewielka zmiana częstości akcji serca, polegająca na przyśpieszeniu rytmu serca podczas wdechu i zwolnieniu rytmu serca podczas wydechu. Dzieje się to na skutek rytmicznego hamowania tonicznej aktywności nerwów błędnych w fazie wdechu. Nerwy przywspółczulne unerwiające serce zawsze przeważają nad nerwami współczulnymi, jeżeli są one pobudzane w tym samym czasie. Zniesienie aktywności nerwów błędnych umożliwia pełne ujawnienie efektów nerwów współczulnych. Zwiększenie powrotu żylnego na skutek zmian wartości ciśnienia w klatce piersiowej podczas wdechu nie jest przyczyną (poprzez odruch Bainbridge’a) powstawania niemiarowości oddechowej rytmu serca. Wynika to ze zbyt dużego opóźnienia w przekazywaniu informacji w splotach współczulnych serca. Wyjątkiem jest sytuacja, kiedy częstość oddechów wynosi mniej niż 6 na minutę
Niemiarowość zatokowa oddechowa jest częstym zjawiskiem u dzieci lub osób młodych. Po 40. roku życia występuje rzadko. Zazwyczaj nie ma znaczenia klinicznego i nie wymaga diagnostyki ani leczenia.
Niemiarowość zatokowa bezładna – niemiarowość rytmu zatokowego pozostająca bez związku z oddychaniem. Może występować w przebiegu organicznych chorób serca.

## Kryteria rozpoznania w EKG
- stwierdzenie cech rytmu zatokowego:
  - częstość akcji serca 60–100/min
  - załamki P dodatnie w odprowadzeniu I, II, aVF a ujemne w aVR
  - zespół QRS występujący po każdym załamku P
- różnice długości trwania odstępów PP większe niż 160 ms
- miarowy rytm podczas wstrzymania oddechu (niemiarowość oddechowa)
- niemiarowy rytm podczas wstrzymania oddechu (niemiarowość bezładna)